# Biblo
Biblo was een financieel-economische uitgeverij uit Kalmthout.

## Geschiedenis
In 1969 stichtten Herman Van Hove et Alfons Van de Putte het Instituut voor Vermogensbeheer in Berlaar. In 1970 volgde uit deze samenwerking de oprichting van uitgeverij Biblo die zich specialiseerde in nieuwsbrieven over beleggen en fiscaliteit. In 1971 lanceerden ze Swingtrend, de eerste nieuwsbrief met beursadvies (heden Inside Beleggen). 
In 1972 kwam er een structurele samenwerking met Knack waarin Van de Putte de economische rubriek verzorgde. In 1975 begon Roularta met het zakenblad Trends waarin Biblo instond voor de beleggersbijlage wat uitgroeide tot de financiële weekkrant Cash!. In 1976 lanceerde Biblo Trends-Tendances, een redactioneel onafhankelijke Franstalige evenknie, waarbij Roularta instond voor het drukwerk en de reclameregie.
In 1979 lanceerde Biblo de fiscale nieuwsbrief Fiscoloog/Fiscologue en de Trends Top 10.000 waarna de uitgeverij verhuisde naar Kalmthout. Een samenwerking tussen Van Hove en Johan Anthierens leidde begin 1982 tot het populaire blad De Zwijger. Omwille van wanbeheer en publieke kritiek op Roularta werd het evenwel afgestoten. Gaandeweg richtte Biblo zich op specifieke beroepen met bijvoorbeeld medische vakbladen zoals De Huisarts-Le Généraliste en De Apotheker-Le Pharmacien. Begin jaren 2000 waren er honderd werknemers en een omzet van 20 miljoen euro.
In 2003 werden alle titels van de uitgeverij overgenomen door Roularta Media Group, ook het Tijdschrift voor Rechtspersonen en Balans/Bilan.